# Pleiocarpa
Pleiocarpa là chi thực vật có hoa trong họ Apocynaceae.